# Наружная запирательная мышца
Наружная запирательная мышца (лат. Musculus obturatorius externus) — мышца наружной группы мышц таза.

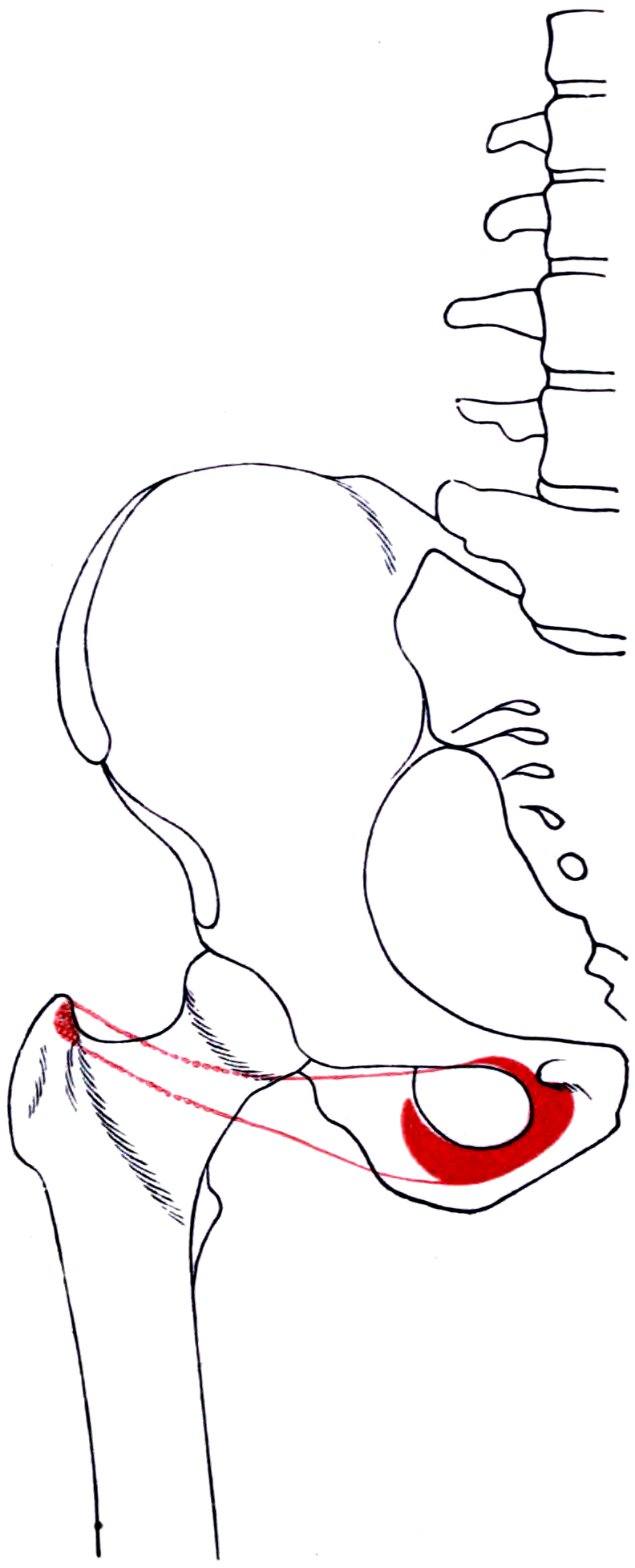
Места прикрепления и проекция правой наружной запирательной мышцы

Имеет форму неправильного треугольника. Начинается от запирательной мембраны и костного края запирательного отверстия тазовой кости своей широкой частью. Затем мышечные пучки, сходясь веерообразно, переходят в сухожилие, прилежащее к задней поверхности капсулы тазобедренного сустава. Мышца прикрепляется к вертельной ямке бедренной кости, рядом с внутренней запирательной мышцей.

## Функция
Поворачивает бедро снаружи.